# ويليام هنري بيل
ويليام هنري بيل (بالإنجليزية: William Henry Bell)‏ (و. 1873 – 1946 م) هو ملحن، ومعلم موسيقى، وأستاذ جامعي، وموزع (موسيقى) من المملكة المتحدة، والمملكة المتحدة لبريطانيا العظمى وأيرلندا، ولد في سانت ألبانز، توفي عن عمر يناهز 73 عاماً.

## التعليم
تعلم في الأكاديمية الملكية للموسيقى
.

## روابط خارجية
- ويليام هنري بيل على موقع ميوزك برينز (الإنجليزية)